# 苏联科学院能量震级
苏联科学院能量震级又称K能量震级或K震级，用字母K代表（即俄语单词класс）。能量震级是后苏联国家、古巴和蒙古国使用的，衡量当地或该地区地震大小或烈度的单位 。

## 换算
K在数值上等于地震辐射的地震能量（焦耳）的对数，如公式K=log ES所示。K震级中的12-15级大致对应其他震级中的4.5-6级，MW 6.0震级大致对应K震级13-14.5级。
有许多对应区域网络的特定公式，可以将K震级转换为其他震级。K震级（M(K)）或其某些转化值，有时用于识别用K值推导出的量值。

## 历史
塔吉克地区跨学科地震勘探队的苏联地震学家们，在偏远的中亚加尔姆地区（今塔吉克斯坦）发生了数次毁灭性的地震之后，于1954年提出了这个震级理论。该地区在后苏联国家中，是地震活动最为剧烈的国家之一，每年发生超过5000次地震 。当时所需处理的地震数量，以及当时地震学设备和方法的不发达状态，促使探险工作者开发出新的设备和方法 。
V. I. Bune因发明了衡量地震能量的标准而著称，虽然他的贡献体现在多种方面。（西方地震学家发明的“里氏”震级和其他震级标准，用地震波某些部分的振幅估计震级，是地震能量的间接衡量方法，与K震级相反。)
然而，当时可用的工具复杂度不足以正确估ES，而Bune的方法是不可行的。T.G.Rautian在1958年和1960年提出了更实用的修订版本；到1961年，K震级在整个苏联开始应用 。修订版本的关键变化是根据地震波的幅度峰值（特别是P波最大值和S波最大值的和）在地震发生后前三秒内估算ES。
结果是，K震级成为一种局部震级，可测量的地震只有强度等于或低于M 6.5（K 15）的局部和区域地震，超过上限即会出现饱和，即强于这个标准的地震其震级会被估计过低。
Rautian还制作了一个诺谟图来简化计算，并使用了一些适用于加尔姆地区的简化假设。这个版本有时写作KR，以区分其他适用于库页岛、千岛群岛和堪察加半岛等远东地区的版本，如KF、KS、KFS、KC等。